# Nye løjer med Emil fra Lønneberg
Nye løjer med Emil fra Lønneberg (svensk: Nya hyss av Emil i Lönneberga) er en svensk børnefilm fra 1972, som er instrueret af Olle Hellbom.
Det er den anden af tre film om Astrid Lindgrens Emil fra  Lønneberg.

## Rolleliste
| - Jan Ohlsson - Emil Svensson - Lena Wisborg - Ida Svensson - Allan Edwall - Anton Svensson - Emy Storm - Alma Svensson - Björn Gustafson - Karlen Alfred - Maud Hansson - Pigen Lina - Carsta Löck - Maja - Isa Quensel - Majas stemme - Hannelore Schroth - Fru Petrell | - Paul Esser - Lægen i Mariannelund - Hans Lindgren - Lægens stemme - Georg Årlin - Prosten - Bertil Norström - Hestehandler i Vimmerby - Rudolf Schündler - Borgmester i Vimmerby - Gösta Prüzelius - Borgmesterens stemme - Stefan Grybe - Borgmesterens søn - Astrid Lindgren - Fortæller |